# Marea sizigiale
Marea sizigiale (o marea delle sizigie) è il termine che si impiega quando si voglia indicare il momento in cui l'escursione fra l'alta e la bassa marea sia al massimo livello.
Ciò è provocato dall'avvicinamento della Luna al pianeta Terra, come pure in occasione del plenilunio o del novilunio. In queste occasioni infatti la Terra, la Luna e il Sole risultano allineati, col risultato di far sommare le forze d'attrazione gravitazionale dei due corpi celesti sul nostro pianeta.
Il fenomeno (chiamato in inglese Mean high water spring) era particolarmente utile all'epoca della marineria velica, allorché un'imbarcazione doveva decidere il momento più propizio per salpare le ancore e far vela.